# Volo Ural Airlines 1383
Il volo Ural Airlines 1383 era un volo di linea dall'aeroporto di Soči-Adler all'aeroporto di Omsk in Russia. Il 12 settembre 2023, l'Airbus A320-214 che operava il volo e che trasportava 159 passeggeri e 6 membri dell'equipaggio ha effettuato un atterraggio di emergenza in un campo. Tutti i passeggeri a bordo sono sopravvissuti e non sono stati riportati feriti.

## L'aereo

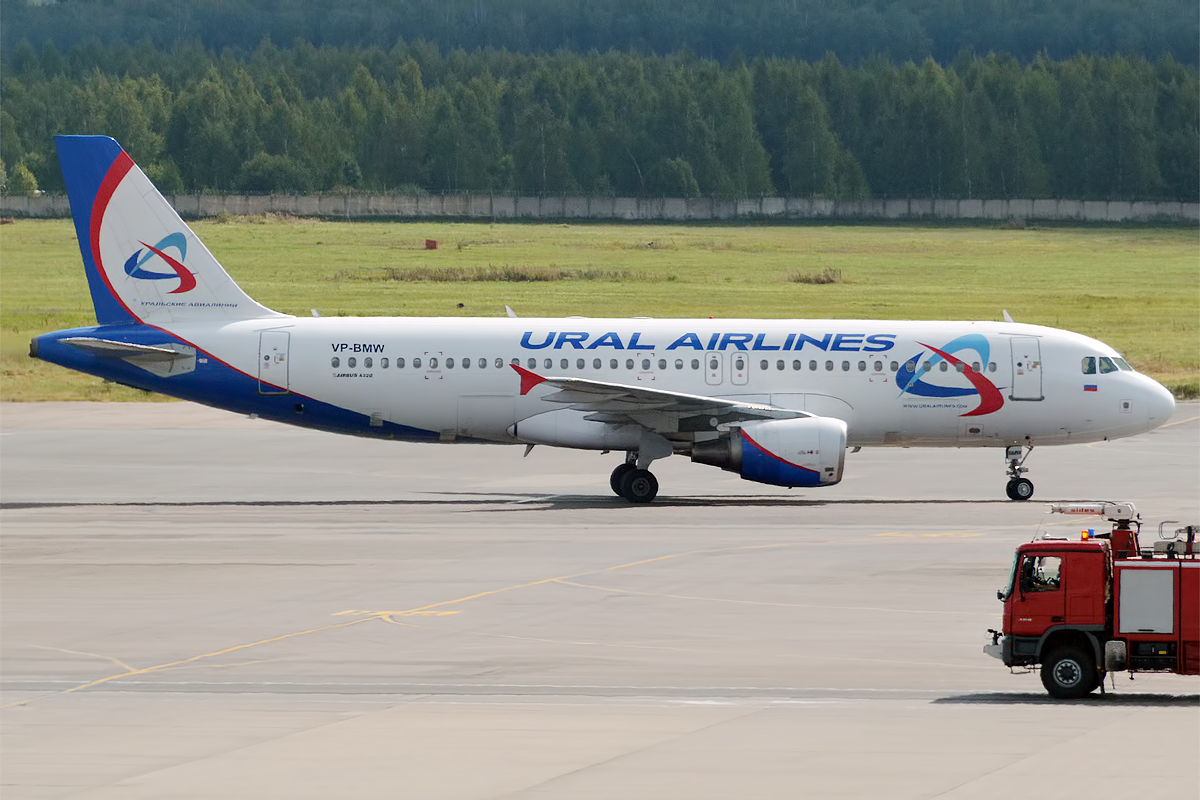
L'aereo coinvolto, visto nel 2015.

Il velivolo coinvolto era un Airbus A320-214, registrato RA-73805 con numero di serie 2166. Effettuò il suo primo volo il 2 febbraio 2004 e venne consegnato poco dopo ad Air Arabia, il 23 marzo, come A6-ABB, nel registro aeronautico degli Emirati Arabi Uniti. Esattamente sette anni dopo, il 23 marzo 2011, venne trasferito da Air Arabia Maroc e reimmatricolato nel registro marocchino come CN-NME. L'8 maggio 2013 è stato consegnato a Ural Airlines e immesso nel registro delle Bermuda come VP-BMW. È stato reimmatricolato nel registro russo come RA-73805 il 25 marzo 2022, in seguito all'invasione russa dell'Ucraina. È dotato di due motori turboventola CFM International CFM56-5B4/P.

## L'incidente
Durante l'avvicinamento finale a Omsk, l'equipaggio ha eseguito una riattaccata e ha segnalato un guasto idraulico ai freni. I piloti hanno deciso di deviare su Novosibirsk, che ha piste più lunghe (11 800 piedi (3 600 m) contro 8 200 piedi (2 500 m)). La distanza tra i due aeroporti è di circa 600 km. Tuttavia, il portellone del carrello d'atterraggio è rimasto aperto a causa del guasto idraulico, con conseguente aumento del consumo di carburante aggravato dal forte vento contrario. Non potendo raggiungere Novosibirsk, l'equipaggio ha scelto un campo per un atterraggio di emergenza. L'aereo è atterrato vicino al villaggio di Kamenka, a circa 180 km da Novosibirsk.
È stato suggerito che l'incidente si sia verificato a causa della difficoltà delle compagnie aeree russe di fornire ai loro aerei parti di ricambio a causa delle sanzioni occidentali sulla Russia in seguito all'invasione dell'Ucraina. Tuttavia, Ural Airlines ha negato di aver utilizzato parti di ricambio non certificate.
Ural Airlines ha dichiarato che l'aereo ha subito danni minori ma che probabilmente sarebbe stato in grado di volare in futuro, dopo aver riparato in particolare i punti di attacco del carrello d'atterraggio. I motori hanno ingerito "una piccola quantità di terra" e avrebbero dovuto essere sostituite alcune pale delle ventole.

## Le indagini
L'Agenzia Federale per il Trasporto Aereo ha aperto un'indagine sull'incidente, mentre il Comitato Investigativo della Russia ha aperto un'indagine penale separata ai sensi dell'articolo 263 del Codice Penale della Russia (violazione delle norme di sicurezza del traffico e del funzionamento del trasporto aereo). Entrambi i piloti sono stati sospesi dal volo fino alla conclusione dell'indagine.

## Destino dell'aereo
Poco dopo l'incidente, la direzione di Ural Airlines ha annunciato l'intenzione di far decollare l'aereo dal campo di volo con i propri mezzi dopo un'accurata ispezione, ma in seguito i media russi hanno suggerito che l'aereo sarebbe stato smontato e utilizzato per i pezzi di ricambio.
Nel dicembre 2023, Sergei Skuratov, direttore della Ural Airlines, ha dichiarato che, contrariamente ai piani precedenti, l'aereo non sarebbe più decollato dal campo, affermando che questa linea d'azione non avrebbe avuto "senso economico".
Le discussioni si sono quindi spostate sulla possibilità di smontare l'aereo e di trasportarne le parti all'aeroporto di Novosibirsk, dove sarebbe stato possibile riassemblarlo, ma il 12 gennaio la compagnia aerea ha deciso di rottamare il velivolo. L'aereo continua a rimanere al suo posto, circondato da una recinzione e sorvegliato da una società di sicurezza privata. Secondo il quotidiano russo Komsomolskaya Pravda, Ural Airlines ha pagato circa un milione di rubli per l'uso del campo fino al settembre 2024.

## Reazioni
Prima di una riunione del Forum economico orientale, il presidente russo Vladimir Putin ha elogiato l'equipaggio per il suo operato.